# Schwarzwaldmädel (1950)

Logo van de film

Schwarzwaldmädel was de eerste naoorlogse Duitse heimatfilm in kleur uit 1950, De film, in een regie van Hans Deppe, is een verfilming van de gelijknamige operette uit hetzelfde jaar. De belangrijkste rollen werden vertolkt door Sonja Ziemann (het Schwarzwaldmädel), Rudolf Prack (de kunstschilder Hans Hauser), Paul Hörbiger (de kapelmeester) en  Gretl Schörg (een revuester).

## Korte inhoud
Tijdens een gekostumeerd bal leert Hans Hauser, een jonge schilder, Bärbele Riederle, verkleed als Schwarzwaldermeisje, kennen, Op het bal is ook de juwelier Bussmann aanwezig. Hij heeft voor een reclamecampagne een duur sieraad ontworpen en Theo Patzke, een employé, moet het juweel bewaken. Patzke is echter verliefd op de flirterige Malwine, een ster in een ijsrevue en de vriendin van Hans Hauser. Om Malwine te plezieren heeft Patzke haar overgehaald om het sieraad die avond op het bal te dragen. Maar door de plotse aanwezigheid van de juwelier en de dronken toestand van Patzke, neem Bärbele Riederle, de secretaresse van juwelier Bussmann, het juweel in bewaring.
Hans Hauser, de vriend van Malwine, is het flirten van zijn vriendin beu en dus wil hij haar met gelijke munt betalen en daarvoor zal hij Bärbele gebruiken, In de loop van de avond wordt hij echter verliefd op haar, Tevergeefs probeert hij Bärbele weer te vinden, want intussen heeft zij de hoofdprijs van de tombola, een kleine auto, gewonnen en is ze ijlings vertrokken naar het Zwarte Woud naar Sankt Christof om daar haar tante, de huishoudster van domkapelmeester Römer, te vervangen, Door haar haastige afreis is ze echter vergeten dat ze nog steeds in het bezit is van het bewuste juweel.  Zij wordt bijgevolg achternagezeten door Patzke en juwelier Bussmann, die ervan overtuigd is dat Patzke zich het sieraad wil toe-eigenen. 
Uiteindelijk komen ook Hans Hauser, zijn vriend Richard Petersen en Malwine Heinau toe in Sankt Christof, want zij hebben allen besloten hun vakantie in het Zwarte Woud door te brengen, Het misverstand met het juweel wordt snel uitgeklaard. Bussman blijft evenwel logeren in de plaatselijke herberg, waarvan de waard zijn dochter Lorle wil koppelen aan de bemiddelde juwelier. Maar Lorle is echter samen met de knecht Gottlieb en dat zorgt voor de nodige problemen.
Tijdens haar verblijf bij domkapelmeester Blasius Römer heeft zij ook het hoofd van deze laatste op  hol gebracht. Intussen zijn ook de pogingen van Richard Petersen om zijn vriend Hans weer te koppelen aan Malwine op niets uitgelopen, want Hans heeft definitief voor Bärbele gekozen. De gekrenkte Malwine probeert de relatie te boycotten, maar uiteindelijk komt alles toch goed.
Tijdens het Ceciliafeest met Bärbele als “Koningin van het Zwarte Woud” kan Hans eindelijk zijn geliefde in de armen sluiten. Ook de vriend Richard Petersen vindt uiteindelijk het geluk bij Malwine. Er is ook een happy end weggelegd voor Lorle en Gottlieb.  Alleen domkapelmeester Römer, Fritz Bussmann en Theo Patzke blijven alleen achter,.

## Achtergronden
De gelijknamige operette uit 1917 werd voordien in 1920, 1929 en 1939 al verfilmd, maar ze kenden weinig meeval. De verfilming van Hans Deppe kende wel succes (ca, 15 miljoen toeschouwers in de Duitse bioscopen) omwille van de optimistische en romantische sfeer die zo typisch zou zijn voor de latere heimatfilms. Schwarzwaldmädel uit 1950 was ook de eerste film in kleur die brak met de traditie van de zgn.“Trümmerfilme”, waarin het leed, de ellende en het schuldgevoel van het naoorlogse Duitsland centraal stonden.
De film werd in één maand tijd gedraaid in de UFA-studio in Berlijn, maar de sfeer van het Zwarte Woud werd vooral opgeroepen door de buitenopnamen in de kloosterkerk van “St. Peter auf dem Schwarzwald”, Baden-Baden, Garmisch-Partenkirchen en in het Zwarte Woud zelf,
In 2013 werd de film opnieuw uitgebracht op dvd in de reeks “Juwelen der Filmgeschichte”.
Sonja Ziemann en Rudolf Prack werden o.a. door deze film het droomkoppel van het Duitse publiek, ondanks het feit dat Rudolf Prack toen 20 jaar ouder was dan Sonja Ziemann, Voor hun vertolking kregen ze in 1950 een Bambi.